# Lenguas bisayas
Las lenguas bisayas forman una subfamilia de la rama malayo-polinesia de la familia austronesia. Las lenguas bisayas incluyen más de 30 lenguas que suman unos 33,5 millones de hablantes repartidos en amplias regiones del centro y sur de Filipinas, principalmente en las islas Bisayas y Mindanao. Las lenguas más destacadas de este grupo por número de hablantes son el cebuano, el hiligainón y el samareño que están entre las ocho lenguas nativas consideradas lenguas regionales en Filipinas y que sirven como lingua franca en sus respectivas zonas de influencia. Junto con el tagalo, las lenguas bicolanas y otros grupos menores, las lenguas bisayas forman la familia de lenguas centrofilipinas.

## Filiación
La filiación genética de las lenguas bisayas, de acuerdo con Ethnologue es la siguiente:
Lenguas austronesias
Lenguas malayo-polinesias
Lenguas mesofilipinas
Lenguas centrofilipinas
Lenguas bisayas
En el apartado Auxiliar común de lengua de la Clasificación Decimal Universal (CDU) publicada por la AENOR (UNE 50001:2000) se le asigna el código =621.215.352, lo que nos da esta filiación más compleja:
=62 Lenguas austronesias
=621 Lenguas malayo-polinesias
=621.2 Grupo hesperonesio
=621.21 Grupo filipino
=621.215 Grupo súlico
=621.215.3 Lenguas mesofilipinas
=621.215.35 Grupo tagálico
=621.215.352 Grupo bisayano
En este grupo la CDU solamente especifica tres lenguas. Literalmente:
- 621.215.352.1 Cebuano
- 621.215.352.2 Ilonggo (hiligaynon)
- 621.215.352.3 Waray (samaron)

## Distribución geográfica
Las lenguas bisayas se hablan:
- en todas las islas Bisayas;
- en el grupo de islas de Luzón:

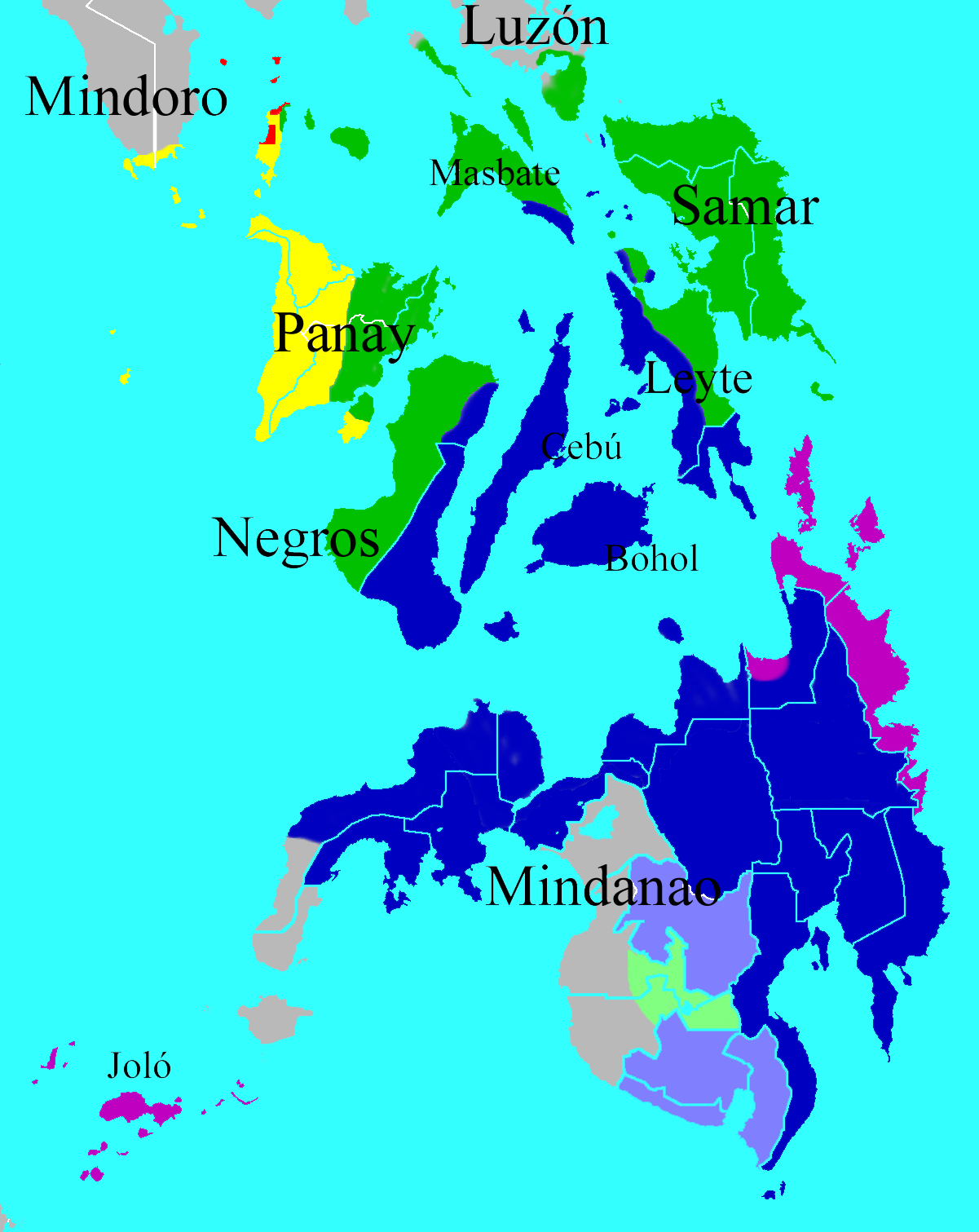
Distribución de las lenguas bisayas y sus subgrupos sobre un mapa del centro y sur de Filipinas.
Bantoano
Cebuano
Minorías significativas de hablantes de cebuano
Lenguas bisayas centrales
Minorías significativas de hablantes de lenguas bisayas centrales
Lenguas bisayas occidentales
Lenguas bisayas meridionales
Lenguas de otras familias

  - en el extremo sur de Bicolandia, en la provincia de Sorsogón;
  - en la provincia de Masbate;
  - en la isla y provincia de Romblón;
  - en el extremo sur de la isla de Mindoro;
- en el grupo de islas de Mindanao:
  - en la mayor parte de la isla principal;
  - en la provincia de Surigao del Norte;
  - en la isla y provincia de Camiguín;
  - en la isla y provincia de Basilán;
  - en la isla de Joló;
- fuera de Filipinas:
  - en zonas costeras de la isla de Borneo, concretamente en la provincia de Kalimantan Oriental (Indonesia);
  - en zonas de Sabah (Malasia).

Por otra parte hay un número significativo de hablantes de lenguas bisayas en Gran Manila y grupos más pequeños en otros destinos migratorios de los hablantes nativos de estas lenguas, especialmente, en los Estados Unidos.

## Denominación
Como nota inicial, es preciso señalar que existe una familia mucho más pequeña de lenguas, denominada también bisaya, hablada en el norte de Borneo, perteneciente al mismo tronco malayo-polinesio, pero ajena al grupo filipino de lenguas.
Los hablantes nativos de las lenguas bisayas, especialmente cebuano, hiligainón y samareño denominan a su idioma, además de por su nombre local, como bisaya o binisaya. En español la denominación genérica para estas lenguas es bisaya. Esto produce confusión ya que distintos idiomas pueden ser llamados bisaya por sus respectivos hablantes y por los hispanohablantes, a pesar del hecho de ser idiomas diferentes y mutuamente ininteligibles. Por otra parte, esto solamente sucede con idiomas propios de las islas Bisayas: los hablantes de lenguas clasificadas dentro de este grupo lingüístico, pero propias de otras islas (por ejemplo Mindanao) no se refieren a su idioma como bisaya o binisaya.

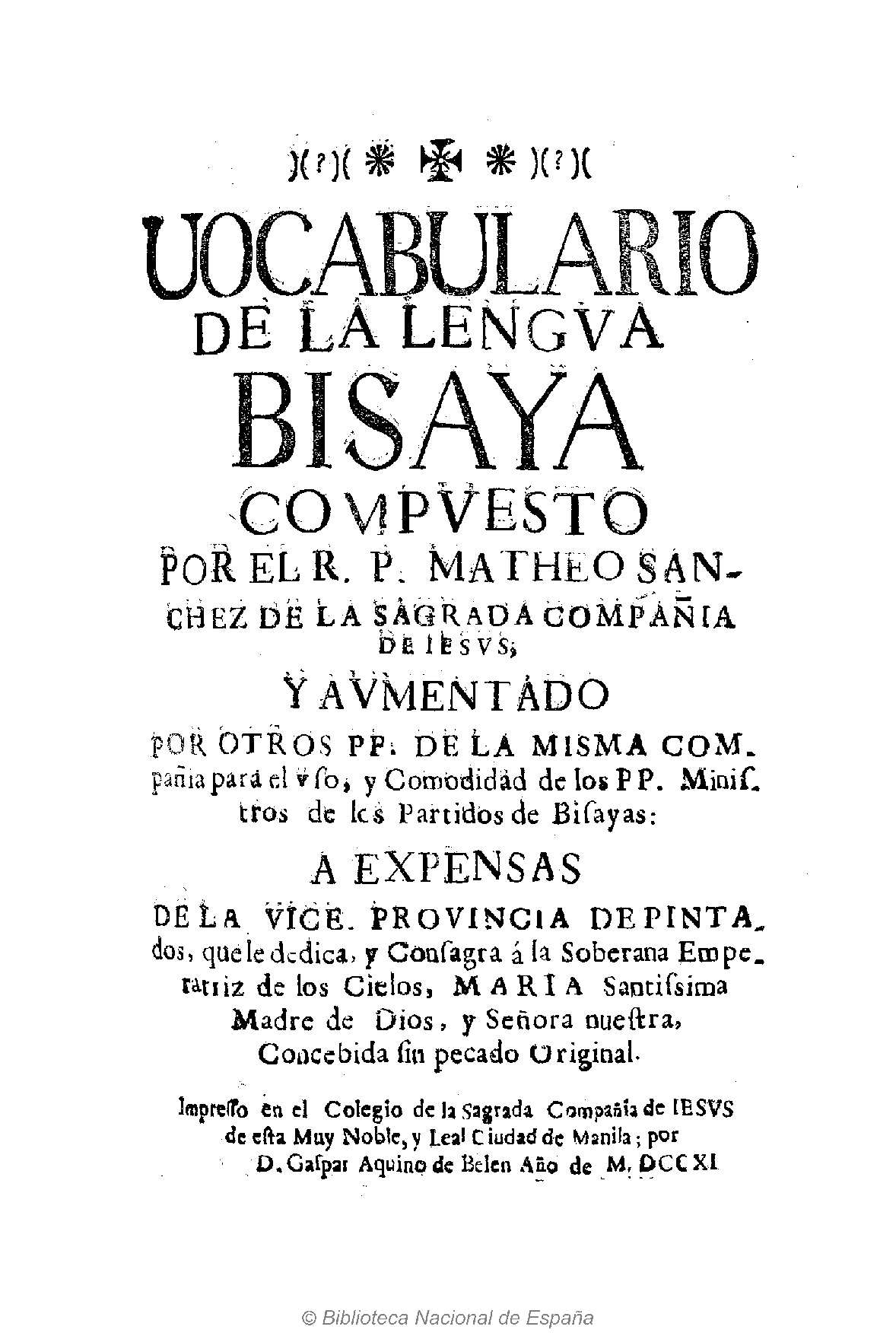
Vocabulario de la lengua Bisaya. Libro editado en 1711.

La confusión entre lenguas del grupo es mayor en escritos antiguos, ya que se consideró durante mucho tiempo que el bisaya era una única lengua con dialectos o variantes locales y así los estudios hablan frecuentemente de la lengua bisaya. La confusión persiste hasta nuestros días incluso en documentos oficiales: así en los datos estadísticos de la República de Filipinas, en las estimaciones sobre el número de hablantes de las distintas lenguas nativas aparece la denominación bisaya/binisaya junto con cebuano, hiligaynon/ilongo, waray y lenguas de otros grupos, sin que esté claro a qué corresponde exactamente la denominación bisaya/binisaya. La confusión aumenta cuando en los mencionados datos el bisaya/binisaya pasa de 139 198 hablantes en 1990 a 5 778 435 en 2000, mientras el cebuano pasa de 14,7 a 10 millones en el mismo intervalo, lo cual solo es explicable por la existencia de distintos criterios aplicados en esas fechas, a la hora de definir lo que es bisaya/binisaya.
Para los hablantes de butuano, surigaonón, y masbateño, el término bisaya aplicado a una lengua, generalmente se refiere al cebuano. Para los hablantes de joloano, mayoritariamente musulmanes, el término bisaya tiene connotaciones religiosas y cuando se usa para referirse a una lengua, generalmente designa al cebuano o al hiligainón, que son las lenguas habladas por sus vecinos cristianos.
La influencia histórica de la cultura y la lengua española en Filipinas hace que muchas lenguas de este grupo tengan nombres tradicionales en español que, frecuentemente, son los nombres nativos adaptados a la ortografía y fonética españolas. La pérdida de peso del español frente al inglés en la zona y la influencia de dicho idioma en el ámbito académico y en la codificación ISO 639-3, han supuesto que los glotónimos españoles tengan ortografía insegura y a veces sean difíciles de documentar, apareciendo en documentos en español nombres con grafías anglosajonas. Así, es relativamente frecuente, pero incorrecto, el uso de la grafía visaya por influencia del inglés, lengua en la que se escribe así.
Para una relación completa de las lenguas del grupo con diferentes glotónimos obtenidos en distintas fuentes, véase el Anexo:Lenguas bisayas, apartado «Glotónimos y código ISO»

## Subfamilias
La familia de lenguas bisayas incluye veintiuna lenguas agrupadas en cinco subfamilias:
- bantoano o asiq: es una única lengua hablada en zonas de la provincia de Romblón;
- cebuano: es una única lengua hablada en las Bisayas Centrales, gran parte de las Bisayas Orientales y amplias zonas de Mindanao;
- lenguas bisayas centrales: incluyen el hiligainón, el samareño, el capiceño y otras seis lenguas habladas en las Bisayas Occidentales, zonas de las Bisayas Orientales, sur de Bicolandia, provincia de Romblón e islas Camotes;
- lenguas bisayas meridionales: incluyen el joloano, el surigaonón y el butuano, hablados en zonas al norte y al suroeste de Mindanao, isla de Palawan y, fuera de Filipinas, en Kalimantan Oriental (Indonesia) y Sabah (Malasia);
- lenguas bisayas occidentales: incluyen el haraya, el aclano y otras cinco lenguas habladas en Panay, en Mindoro, en la provincia de Romblón y en zonas de Palawan.

Para una relación completa de las lenguas del grupo agrupadas por subfamilias, véase el Anexo:Lenguas bisayas, apartado «Subgrupo y otros datos»

## Lenguas del grupo
En esta sección se provee una relación completa de las lenguas bisayas. Se mencionan todas las lenguas que aparecen como tales en Ethnologue y tienen asignado código ISO 639-3. No se han incluido dialectos, algunos de los cuales, especialmente el boholano, aparecen a veces como lenguas independientes Las lenguas aparecen ordenadas por su número de hablantes.

### Cebuano
El cebuano, cuyo nombre procede de la isla de Cebú, es, con diferencia, la lengua más hablada del grupo de las lenguas bisayas con más de veinte millones de hablantes nativos y más de treinta millones en total. Es el segundo idioma de Filipinas tras el tagalo aunque, según los datos de Ethnologue, el cebuano seguiría siendo el primer idioma por número de hablantes (lengua materna) con veinte millones (1999) frente a los 15-16 millones de hablantes nativos para el tagalo (1995). El cebuano fue el idioma con más hablantes nativos desde la independencia de Filipinas hasta mediados de los años 1970. En 1975 el 24,1 % de la población filipina era hablante nativa de cebuano frente al 21 % que lo era de tagalo, mientras que en el año 2000 los porcentajes eran de 28,6 % para el tagalo y 26 % para el cebuano. En número total de hablantes el tagalo supera ampliamente al cebuano ya que, por su condición de lengua oficial, se ha convertido en la segunda lengua de muchos filipinos.
El cebuano se habla en todas las Bisayas Centrales, gran parte de las islas de Mindanao, Leyte y Biliran y extremo sur de la isla de Masbate. También hay hablantes de cebuano en los asentamientos de inmigrantes procedentes de regiones donde el cebuano es la lengua nativa, especialmente en Gran Manila y zonas de los Estados Unidos.

## Comparación léxica
A continuación se muestra una tabla comparando algunas de las lenguas bisayas. Puede observarse la semejanza léxica que existe entre ellas.
|            | uno     | dos   | tres  | cuatro | persona | casa  | perro | coco  | día   | nuevo | nosotros (inc.) | qué       |
| ---------- | ------- | ----- | ----- | ------ | ------- | ----- | ----- | ----- | ----- | ----- | --------------- | --------- |
| Haraya     | sara    | darwa | tatlo | apat   | taho    | balay | ayam  | niyog | adlaw | bag-o | kita, taten     | ano, iwan |
| Hiligainón | isa     | duha  | tatlo | apat   | tawo    | balay | ido   | lubi  | adlaw | bag-o | kita            | ano       |
| Cebuano    | usa     | duha  | tulo  | upat   | tawo    | balay | iro   | lubi  | adlaw | bag-o | kita            | unsa      |
| Surigaonón | isa     | duha  | tuyo  | upat   | tao     | bayay | idu   | Nijog | adlaw | bag-o | kami            | unu       |
| Samareño   | usa     | duha  | tulo  | upat   | tawo    | balay | ayam  | lubi  | adlaw | bag-o | kita            | ano       |
| Joloano    | hambuuk | duwa  | tu    | upat   | tau     | bay   | iru'  | niyug | adlaw | ba-gu | kitaniyu        | unu       |